# Bramsche

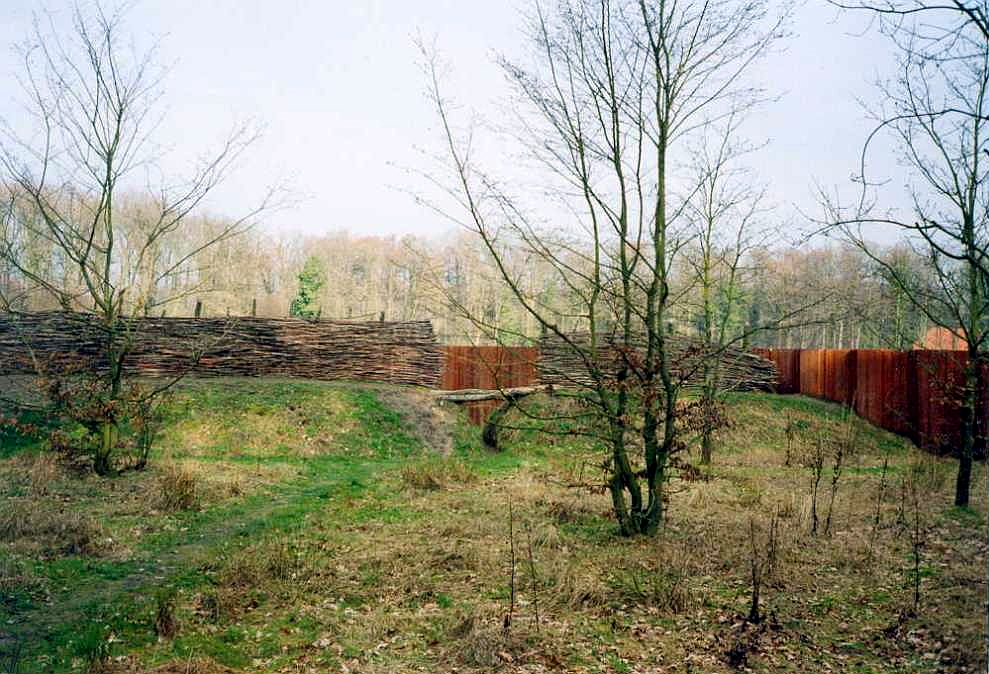
Rekonstruovaný val z bitvy v Teutoburském lese u Kalkriese

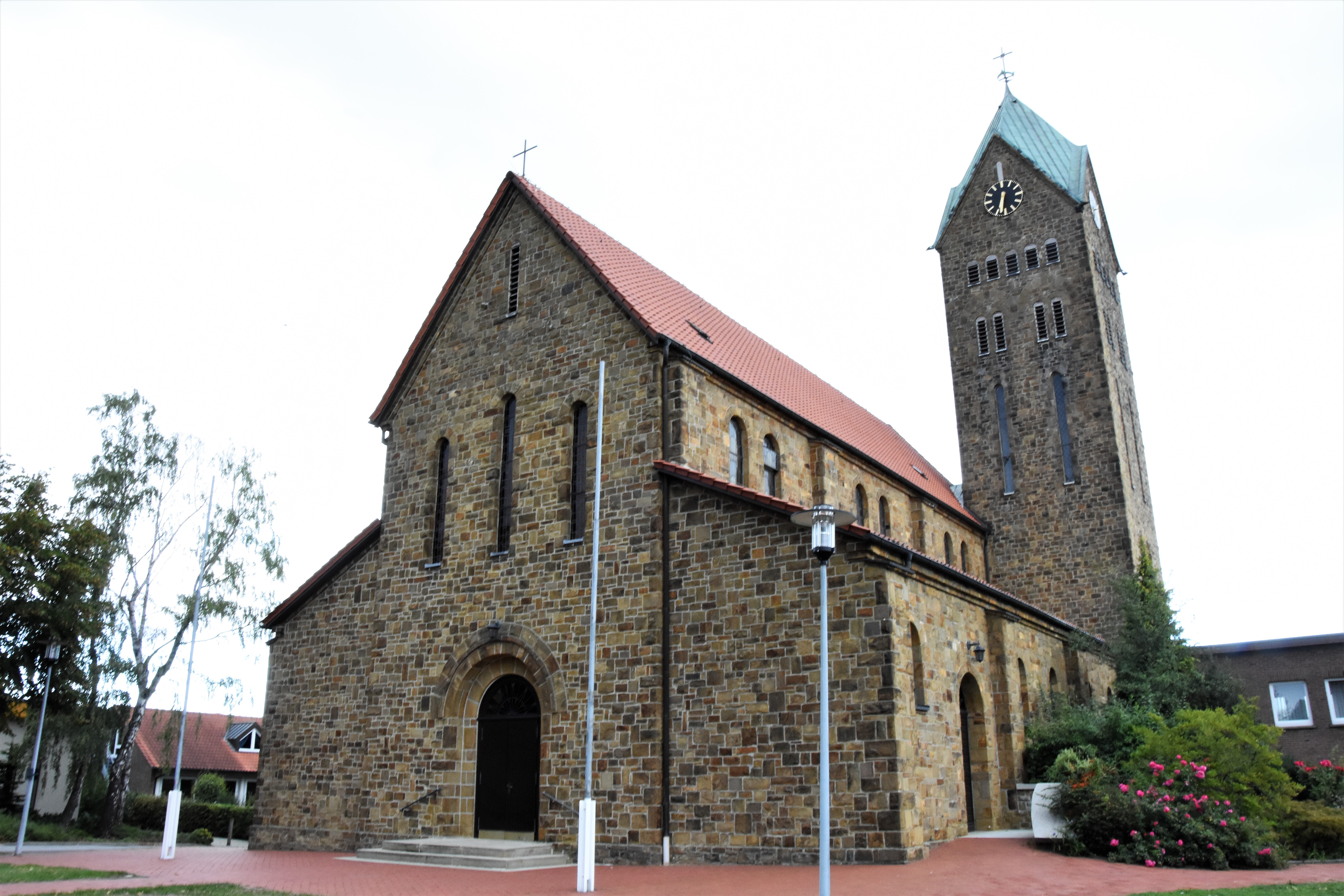
Kostel sv. Martina v Bramsche

Bramsche je město v okresu Osnabrück, ve spolkové zemi Dolní Sasko v Německu. Leží 20 kilometrů severně od Osnabrücku. Žije zde přibližně 32 tisíc obyvatel.

## Městské části
V letech 1971/72 bylo 12 původně samostatných obcí zahrnuto do města Bramsche:
- Achmer
- Balkum
- Epe und Malgarten
- Engter
- Evinghausen
- Hesepe
- Kalkriese
- Lappenstuhl
- Pente
- Schleptrup
- Sögeln
- Ueffeln

## Městská správa
Starostou Bramsche je Heiner Pahlmann (SPD). Byl zvolen v květnu 2014, dostal 63,0 % hlasů od obyvatel města. Předchozí starostka, Liesel Höltermann (rovněž SPD) již nekandidovala.

## Obyvatelstvo
| Rok  | Počet obyvatel |
| ---- | -------------- |
| 1961 | 22728          |
| 1970 | 23921          |
| 1987 | 24225          |
| 1990 | 28120          |
| 1995 | 30724          |
| 2000 | 30633          |
| 2005 | 31006          |
| 2010 | 30986          |
| 2015 | 36013          |

## Osobnosti
- 1948: Peter Urban, moderátor v rádiu a televizi
- 1952: Marieluise Beck, politička (Alliance 90/Zelení), členka Bundestagu od roku 1983
- 1978: Filiz Polat, politik (Alliance 90/Zelení)
- 1986: Simon Tüting, fotbalista

## Partnerská města
Bramsche má vztahy s následujícími městy:
- Ra'anana (Izrael)
- Todmorden (Spojené království)
- Harfleur (Francie)
- Biskupiec (Polsko)